# Drummond (Wisconsin)
Drummond es un pueblo ubicado en el condado de Bayfield en el estado estadounidense de Wisconsin. En el Censo de 2010 tenía una población de 463 habitantes y una densidad poblacional de 1,25 personas por km².

## Geografía
Drummond se encuentra ubicado en las coordenadas 46°19′34″N 91°17′59″O / 46.32611, -91.29972. Según la Oficina del Censo de los Estados Unidos, Drummond tiene una superficie total de 370.76 km², de la cual 355.71 km² corresponden a tierra firme y (4.06%) 15.05 km² es agua.

## Demografía
Según el censo de 2010, había 463 personas residiendo en Drummond. La densidad de población era de 1,25 hab./km². De los 463 habitantes, Drummond estaba compuesto por el 99.57% blancos, el 0% eran afroamericanos, el 0% eran amerindios, el 0% eran asiáticos, el 0% eran isleños del Pacífico, el 0% eran de otras razas y el 0.43% pertenecían a dos o más razas. Del total de la población el 0.43% eran hispanos o latinos de cualquier raza.